# Dopheidezwerfmot
De dopheidezwerfmot (Xenolechia aethiops) is een vlinder uit de familie tastermotten (Gelechiidae). De wetenschappelijke naam is voor het eerst geldig gepubliceerd in 1845 door Humphreys & Westwood.
De soort komt voor in Europa.